# Flora Europaea
Flora Europaea (лат.) — пятитомная энциклопедия растений, издававшаяся в период с 1964 по 1993 год издательством Cambridge University Press. Целью энциклопедии было описание всех национальных флор Европы в едином авторитетном издании, чтобы помочь читателям идентифицировать любое дикое или широко культивируемое растение в Европе до уровня подвида. В издании также содержится информация о географическом распространении, предпочтениях в среде обитания и числе хромосом, если это известно.
В 2001 году Flora Europaea была выпущена на CD и Королевский ботанический сад Эдинбурга сделал индекс названий растений, доступных онлайн.

## История
Идея энциклопедии панъевропейской флоры впервые была высказана на 8-м Международном ботаническом конгрессе в Париже в 1954 году. В 1957 году Британский совет по научным и инженерным исследованиям выделил гранты на финансирование секретариата из трёх человек. Первый том был опубликован в 1964 году. В последующие годы были выпущены новые тома, последний из которых, пятый (однодольные растения), вышел в 1980 году. Гонорары были направлены в трастовый фонд, управляемый Лондонским Линнеевским обществом, что позволило финансировать продолжение работы британского ботаника доктора Джона Эйкрёйда над проектом. Переработанный первый том был представлен Линнеевским обществом 11 марта 1993 года.

## Публикация томов

### Том 1: Lycopodiaceae — Platanaceae
Публикация 1964

### Том 2: Rosaceae — Umbelliferae
ISBN 0-521-06662-X
ISBN 978-0-521-06662-4
Публикация: 1 Dec 1968 (486 стр.)

### Том 3: Diapensiaceae — Myoporaceae
ISBN 0-521-08489-X
ISBN 978-0-521-08489-5
Публикация: 28 Dec 1972 (399 стр.)

### Том 4: Plantaginaceae — Compositae (и Rubiaceae)
ISBN 0-521-08717-1
ISBN 978-0-521-08717-9
Публикация: 5 Aug 1976 (534 стр.)

### Том 5: Alismataceae — Orchidaceae
ISBN 0-521-20108-X
ISBN 978-0-521-20108-7
Публикация: 3 April 1980 (476 стр.)

### Том 1 Переработанный: Psilotaceae — Platanaceae
ISBN 0-521-41007-X
ISBN 978-0-521-41007-6
Публикация: 22 April 1993 (629 стр.)

### 5 Volume Set and CD-ROM Pack
ISBN 0-521-80570-8
ISBN 978-0-521-80570-4
Публикация: 6 Dec 2001 (2392 стр.)